# Solomon J. E. Owens
Solomon J. E. Owens (* 9. März 1950 in Dippa Kunda, Kanifing Municipal) ist ein ehemaliger Minister für Landwirtschaft (englisch Minister of Agriculture) des westafrikanischen Staates Gambia.

## Leben
Im Februar 2012 wurde Owens von Präsident Yahya Jammeh ins Kabinett als stellvertretender Minister für Landwirtschaft (englisch Deputy Minister of Agriculture) berufen und wurde Nachfolger von Khalifa Kambi, der verstorben war. Ein Monat nach seiner Berufung wurde das Amt des stellvertretenden Ministers aufgelöst und er wurde zum Minister ernannt.
Im April 2015 trat Owens aus gesundheitlichen Gründen von seinem Kabinettsposten zurück, die Verantwortung für das Landwirtschaftsministerium übernahm wieder Präsident Jammeh. Mit dem Rücktritt schloss Owens eine 48 Jahre dauernde Karriere im Ministerium ab.